# Casais Penedos
Casais dos Penedos é uma localidade na freguesia de Pontével, Município do Cartaxo, distrito de Santarém, a cerca de 3 km da entrada no nó de Aveiras da A1.
Latitude / Longitude: 39.13,-8.87
- Mapa de Localização
- Mais Informação em rumbletum.org